# Жанаталап (Жетысуская область)
Жанаталап (каз. Жаңаталап) — село в Каратальском районе Жетысуской области Казахстана. Административный центр Балпыкского сельского округа. Находится на левом берегу Каратал, на расстоянии 2 километров к юго-востоку от города Уштобе, административного центра района. Код КАТО — 195033100.

## Население
В 1999 году население села составляло 1499 человек (750 мужчин и 749 женщин). По данным переписи 2009 года, в селе проживало 1485 человек (739 мужчины и 746 женщин).